# Togo en los Juegos Olímpicos de Río de Janeiro 2016
Togo participa en los Juegos Olímpicos de 2016 en Río de Janeiro, Brasil, del 5 al 21 de agosto de 2016.
La nadadora Adzo Kpossi fue la abanderada durante la ceremonia de apertura.

## Deportes
Atletismo
- Fabrice Dabla (200 metros masculino)
- Prénam Pesse (100 metros femenino)

Piragüismo
- Claire Akossiwa (individual femenino)

Natación
- Emeric Kpegba (50 metros estilo libre masculino)
- Adzo Kpossi (50 metros estilo libre femenino)